# Crêt de la Neuve
Crêt de la Neuve är en bergstopp i Schweiz. Den ligger i distriktet Nyon och kantonen Vaud, i den västra delen av landet, 100 km sydväst om huvudstaden Bern. Toppen på Crêt de la Neuve är 1 493 meter över havet. Crêt de la Neuve ingår i Jurabergen.